# S/2010 J 1
LI S/2010 J 1 (ausgesprochen: „51 S/2010 J 1“) ist einer der kleineren Monde des Planeten Jupiter.

## Entdeckung
S/2010 J 1 wurde am 7. September 2010 von den Astronomen Robert A. Jacobson, Marina Brozovic, Brett Gladman und M. Alexandersen entdeckt. Der Mond hat noch keinen offiziellen Namen erhalten – bei den Jupitermonden sind dies in der Regel weibliche Gestalten aus der griechischen Mythologie – und wird entsprechend der Systematik der Internationalen Astronomischen Union (IAU) vorläufig auch „Jupiter LI“ genannt.

## Bahndaten
S/2010 J 1 umkreist Jupiter mit einer großen Halbachse von etwa 23,2 Millionen Kilometern in rund 722,8 Tagen. Die Umlaufbahn weist eine Exzentrizität von 0,324 auf und ist retrograd mit einer Bahnneigung von 163,24°, das heißt, der Mond bewegt sich entgegen der Rotationsrichtung des Jupiters um den Planeten.

## Physikalische Daten
Aufgrund der Helligkeit des Objektes kann man den Durchmesser auf ungefähr 2 km schätzen.